# 29491 Пфафф
29491 Пфафф (29491 Pfaff) — астероїд головного поясу, відкритий 23 листопада 1997 року.
Тіссеранів параметр щодо Юпітера — 3,393.